# Восстание Джахангир-ходжи
Восстание Джахангир-ходжи (Джангир-ходжи) — крупное восстание коренного населения Восточного Туркестана в 20 г. XIX в. Первое массовое народное восстание в XIX в. против Цинской империи, серьёзно поставившее под угрозу её контроль над Кашгарией. Восстание возглавил потомок белогорских ходжей Кашгара, сын Самсак-ходжи (лидера белогорцев после захвата Цинами Восточного Туркестана) Джангир-ходжа.
«Чокан Валиханов: После джангирского восстания обнаружилась вся слабость китайцев, которые до тех пор для азиатцев казались непобедимыми. Кашгарские патриоты ожили духом и получили новую и сильную надежду к возвращению самостоятельности своего Отечества» .

## Предыстория восстания
После завоевания Цинской империей Восточного Туркестана в 1756—1759 гг. цины начали проводить постепенную политику по ущемлению прав мусульман региона, ряд крупных ошибок цинской администрации, как массовая казнь участников антицинского сопротивления с конфискацией имущества семьи, насильственное переселение крупных групп уйгуров в Илийский край, поголовное истребление жителей Уч-Турфана, назначение не местных чиновников над покоренными городами, бесплатное возведение крепостей, унизительные китайские церемонии и др. привело к серии небольших локальных восстаний, как: восстание под предводительством Тилла-кари (1814 г.), восстание под руководством черногорца Зиявуддина (1816 г.). Как следствие, после подавления массы населения участвовавших в восстании и им сочувствующих были вынуждены эмигрировать, по большей части в Ферганскую долину, где прочно обосновались потомки белогорских ходжей.
Организация белогорцев в Кокандском ханстве проводила активную антицинскую деятельность.
Этот ходжа после долгих скитаний поселился в Коканде, и собрав вокруг себя кашгарских эмигрантов, открыл деятельную пропаганду в пользу освобождения своей родины от ига китайцев. Его агенты разъезжая по городам Западного Туркестана, собирали для этой цели приношения и фанатизировали слушателей описаниями страданий их единоверцев. Кашгарский народ прислушиваясь к вестям из Коканда, заносимым торговцами, начал смотреть на Сарымсака как на своего избавителя и ждал только случая, чтобы открыто заявить ему свои симпатии.

## Начало восстания
В 1820 году после смерти кокандского хана Омара, заключившего соглашение с Цинской империей о сдерживании устремлений уйгуров к освобождению родины, сын Самсак-ходжи, Джангир-ходжа начал принимать активные антицинские действия. Он бежал из Коканда с группой преданных ему кашгарцев в горы Нарына, где начал открыто призывать к газавату против китайцев, и вербовать в ряды своих мюридов киргизов. Цинская администрация, решив остановить антицинскую агитацию, отправила отряд из 500 солдат для поимки Джангира-ходжи. Хорошо владея местностью, Джангир-ходжи удалось полностью уничтожить цинский отряд. Как следствие, началась ещё более активная агитация мусульман Средней Азии к газавату.
В 1826 году Джангир-ходжа, собрав под свои знамёна крупные силы мусульман, собранные из верных ему кашгарцев, киргизов, кокандских сипаев, ферганских кыпчаков, узбеков, горных таджиков из Каратегина, афганцев двинулся на Кашгар.

## Распространение восстания
Цинские войска, встретившие восставших у Кашгара, руководимые илийским цзяньцунем, были полностью разбиты и заперлись в новой крепости Кашгара (гульбах). Кашгарцы встретили Джангир-ходжу, принявшего титул Саид Джангир Султан с ликованием.
Начались восстания в Хотане, Яркенде, Янги-Гиссаре, где восставшие, одолев цинские гарнизоны, стали отправлять свои ополчения в Кашгар, где к этому времени велась осада крепости, в которой засели остатки цинского гарнизона.
Вскоре в Кашгар прибыл кокандский хан Мадали-хан с 15-тысячным войском, присоединившись к осаде гульбаха. Но после серии неудачных штурмов крепости кокандцы возвратились домой.
После 70-дневной осады крепость Кашгара была взята восставшими, все осажденные в числе 8—10 тыс.чел. были вырезаны.

## Поражение восстания
Цинам потребовалось некоторое время, чтобы собрать крупные военные силы для противодействия восставшим. К февралю 1827 г., собрав значительные силы в количестве 60 тысяч солдат в г. Аксу (по данным Ч. Валиханова цины собрали 70 тысяч солдат), цинские войска начали наступление на Кашгар.
Ополчения Джангир-ходжи вышли им навстречу. Недисциплинированные, слабо вооруженные народные ополчения в открытом сражении были разбиты регулярными цинскими войсками. Город Кашгар был потерян. Джангир-ходжа ушёл в горы с верными ему мюридами, где оказывал некоторое сопротивление, и делал попытки собрать новые войска и вернуть Кашгар.

## Поимка и казнь Джангир-ходжи
В целях поимки Джангир-ходжи цины отправили в горы Алая, где скрывался Джангир-ходжа со своими мюридами, 20-тысячное войско, но Джангир-ходже удалось вырваться и уйти в Нарын. Цинские войска, возвратившись в Кашгар для восстановления сил, пошли в Нарын. Вследствие предательства одного приближенного Джангир-ходжа был схвачен и выслан в Пекин.
Французский миссионер Гюк сообщает, что он был посажен в железную клетку и выставлен на показ народу. После издевательств и пыток Джангир-ходжа был по приговору цинского суда как мятежник изрублен на куски и отдан на съедение собакам.

## Галерея
Из серии «Иллюстрированная история Цинской империи» (Qingshi tudian):
«Вторая цинская кампания в Восточном Туркестане, 1828 г.»
|  |  |  |  |  |  |
|  |  |  |  |  |  |